# Amtsgericht Creuzburg i. Ostpr.
Das Amtsgericht Creuzburg (zur Unterscheidung vom gleichnamigen Gericht in Oberschlesien teils mit dem Zusatz i. Ostpr.) war ein preußisches Amtsgericht mit Sitz in Creuzburg, Ostpreußen.

## Geschichte
Das königlich preußische Amtsgericht Creuzburg wurde mit Wirkung zum 1. Oktober 1879 als eines von 17 Amtsgerichten im Bezirk des Landgerichtes Bartenstein im Bezirk des Oberlandesgerichtes Königsberg gebildet. Der Sitz des Gerichtes war Creuzburg. Aufgelöst wurde die bisherige Gerichtskommission Creuzburg des Kreisgerichts Bartenstein. Sein Gerichtsbezirk umfasste aus dem Kreis Preußisch Eylau den Stadtbezirk Creuzburg und die Amtsbezirke Arnsberg, Jesau, Kilgis, Moritten, Penken, Rositten, Schrombehnen, Sollnicken, Tharau und Wackern. Am Gericht bestand 1888 eine Richterstelle. Das Amtsgericht war damit ein kleines Amtsgericht im Landgerichtsbezirk.
Im Jahre 1945 wurden der Amtsgerichtsbezirk unter sowjetische Verwaltung gestellt und die deutschen Einwohner vertrieben. Damit endete auch die Geschichte des Amtsgerichtes Creuzburg.